# ФК „Арда“
Вижте пояснителната страница за други значения на Арда.
ПФК Арда Кърджали 1924 е български футболен клуб от град Кърджали, който участва в Първа професионална футболна лига.

## История
Арда е български футболен отбор от град Кърджали. Основан на 10 август 1924 г. От 1945 до 1957 г. се казва „Миньор“ (Кърджали), след това си връща старото име „Арда“. Дългогодишен участник в Б група. Цветовете на клуба са небесносиньо и бяло. През сезон 2019/20 играе за пръв път в историята си в Първа професионална футболна лига.

## Успехи
Купа на Съветската армия
- Четвъртфиналист – 1959/60

Втора Лига
- 2 място (1 път) – 1956
- 3 място (2 пъти) – 1987/88, 2018/19

Трета лига – Югоизточна група
- 1 място – 2017/18 г.

Аматьорската футболна лига
- Носител – 2018 г.

Купа на България
- Финалист (1): – 2020/21 г.

## Арда в европейските турнири
| Сезон     | Турнир                | Кръг | Клуб                 | Домакин | Гост  | Общо         |
| --------- | --------------------- | ---- | -------------------- | ------- | ----- | ------------ |
| 2021 – 22 | Лига на конференциите | 2Q   | ФК Апоел (Беер Шева) | 0 – 2   | 0 – 4 | 0–6          |
| 2025 – 26 | Лига на конференциите | 2Q   | ХИК Хелзинки         | 0 – 0   | 2 – 2 | 2–2 (4–3 д.) |
| 2025 – 26 | Лига на конференциите | 3Q   | ФК Кауно Жалгирис    | 2 – 0   | 1 – 0 | 3–0          |
| 2025 – 26 | Лига на конференциите | PO   | Раков (Ченстохова)   | –       | –     | –            |

## Настоящ състав
Към 22 юли 2025 г.

## Ръководство и треньорски щаб

### Ръководство
- Ивайло Петков – спортно-технически директор
- Ерай Салиф – администратор
- Филип Петрунов – пресаташе

### Треньорски щаб
- Александър Тунчев – старши треньор
- Веселин Минев – помощник-треньор
- Тодор Попов – треньор на вратарите
- Антон Дончев – кондиционен треньор
- Ерай Салиф – администратор
- Мюмин Севен – физиотерапевт
- Фердун Фаик – физиотерапевт
- Валентин Янев – домакин

## Дублиращ отбор
Клубът има дублиращ отбор, който от сезон 2022/23 се състезава в ОФГ Хасково. В предишните сезони се състезава в МОГ Кърджали/Смолян, но поради малката бройка отбори се измества.

### Сезони
| Сезон   | Група               | Място      |
| ------- | ------------------- | ---------- |
| 2019/20 | МОГ Кърджали/Смолян | 1*         |
| 2020/21 | МОГ Кърджали/Смолян | Отказва се |
| 2022/23 | ОФГ Хасково         |            |

(*) Сезонът не завършва

## Стадион
Арда играе домакинските си мачове на стадион „Арена Арда“ (Стадион „Дружба“) в парк „Отдих и култура“ (по-известен като парк „Простор“) в град Кърджали. Построен е в началото на 60-те години на ХХ век. За времето си е един от най-модерните стадиони в България. Разполага с футболен терен 105х68 м, олимпийска лекоатлетическа писта, в съответствие с всички международни изисквания, коментаторска кабина, два главни входа и два изхода в сектори Б и Г.
Стадионът е ремонтиран през 80-те години на миналия век и е сред първите в България стадиони, оборудвани с индивидуални пластмасови седалки (което намалява капацитетът на стадиона до 15000 седящи). Теренът е снабден с дренаж, който не позволява задържането на вода по терена дори при дъжд.
В началото на 2015 започва основен ремонт, финансиран от ММС. Към септември 2020 стадиона е основно ремонтиран и отговаря на всички изисквания на БФС.

## Известни футболисти
- Альоша Байрактаров
- Христо Топалов
- Васил Визев
- Петър Зехтински
- Тодор Симеонов
- Иван Тончев
- Стойчо Стоев
- Шибил Пейчев
- Стефан Богданов
- Мюмюн Кашмеров